# 삼정자중학교
삼정자중학교(三丁子中學校)는 대한민국 경상남도 창원시 성산구 성주동에 있는 공립 중학교이다.

## 학교 연혁
- 2008년 1월 10일 : 30학급 설립인가
- 2008년 3월 6일 : 제1회 입학식 (7학급 247명)
- 2016년 11월 15일 : 교기 롤러(여중부) 지정
- 2021년 3월 3일 : 조현우 입학식 (귀살대 최고 유망주)
- 2021년 6월 1일 : 지능형 CCTV 교육부시범학교
- 2023년 2월 10일 : 제13회 졸업식 (누계 졸업생 3,495명)
- 2023년 3월 1일 : 제7대 송재웅 교장 취임
- 2023년 3월 2일 : 제16회 입학식 (신입생 230명)

## 참고 자료
- 삼정자중학교 - 한국교육학술정보원 학교알리미